# Adrian Boothroyd
Adrian Neil "Aidy" Boothroyd (Baildon, 8 de fevereiro de 1971) é um ex-futebolista e treinador de futebol inglês.

## Carreira

### Como atleta
Em sua carreira como atleta, Boothroyd jogava como defensor. Entre 1989, ano em que estreou, e 1998, atuou em 126 partidas e marcou quatro gols. Nesse período, jogou por Huddersfield Town, Bristol Rovers,  Heart of Midlothian e Mansfield Town. Quando atuava pelo Peterborough United, uma grave lesão obrigou Boothroyd a encerrar prematuramente sua carreira aos 26 anos.

### Como técnico
Como técnico, estrearia no ano seguinte, trabalhando nas categorias de base (posteriormente, trabalharia com o time de reservas) do mesmo Peterborough United onde encerrara a carreira em 1998. Após um período no Norwich City e de ter exercido a função de diretor-esportivo do West Bromwich, teve sua primeira grande oportunidade como técnico no Watford em 2005. Foram três anos comandando o clube de Vicarage Road; antes, trabalhara como treinador da equipe reserva do Leeds United.
Após passar por Colchester United e Coventry City sem muito sucesso, Aidy foi anunciado em 2011 como novo treinador do Northampton Town, em substituição a Tim Flowers, ex-goleiro da Seleção Inglesa. Conseguiu garantir o 20º lugar em sua primeira temporada e seis pontos acima da zona do descenso na League Two. Na temporada 2012/13 obtivera um sexto lugar, alcançando o playoff com 73 pontos. Chegaram a vencer o Cheltenham Town por 2-0 (no placar agregado), porém sucumbiram diante do Bradford City por 3-0 na final em 18 de maio de 2013. Foi demitido em 21 de dezembro de 2013 na derrota por 4-1 contra o Wycombe Wanderers.
Em 28 de fevereiro de 2014, foi apontado como o novo treinador da categoria sub-20 da seleção inglesa. Acabou por ser remanejado algumas vezes, como no ano seguinte a treinar a seleção sub-19 e em 2016 treinou brevemente a seleção inglesa sub-20.
Tornou-se treinador interino da seleção inglesa sub-21, assim que Gareth Southgate assumiu a seleção principal. Enfrentou o Cazaquistão e Bósnia-Herzegovina nas eliminatórias para UEFA Euro Championship de 2017, vencendo, respectivamente, por 1-0 e 5-0.